# Sige manca
Sige manca är en ringmaskart som först beskrevs av Gravier 1902.  Sige manca ingår i släktet Sige och familjen Phyllodocidae. Inga underarter finns listade i Catalogue of Life.